# تئاتر وینتر گاردن
تئاتر وینتر گاردن (انگلیسی: Winter Garden Theatre) یک سالن تئاتر متعلق به سازمان شوبرت در شهر نیویورک، آمریکا است.
این تئاتر که در سال ۱۹۱۱ تأسیس شده در منطقه تئاتر برادوی قرار دارد و دارای ۱۵۲۶ نفر ظرفیت است.

## نگارخانه

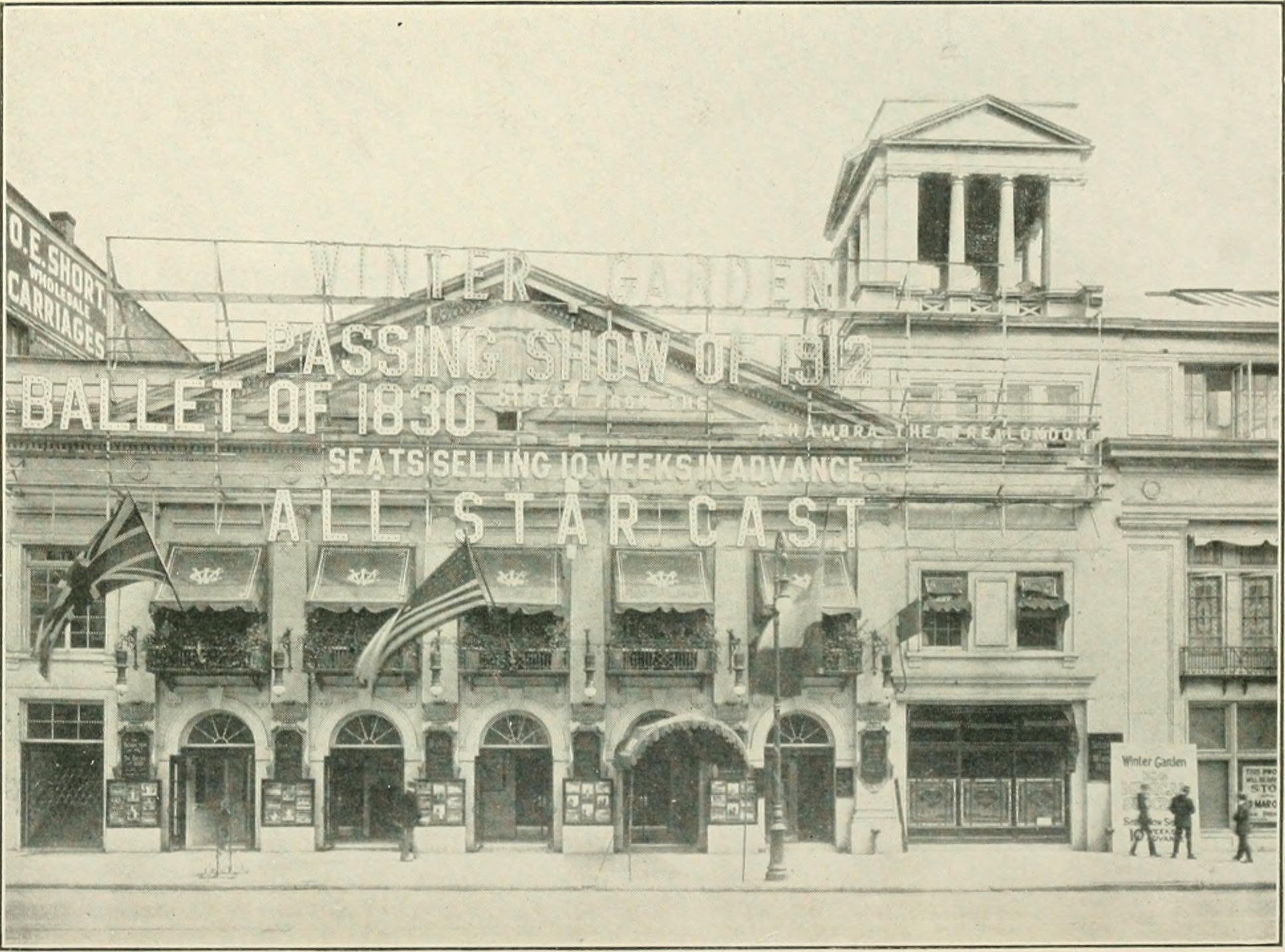
۱۹۱۳
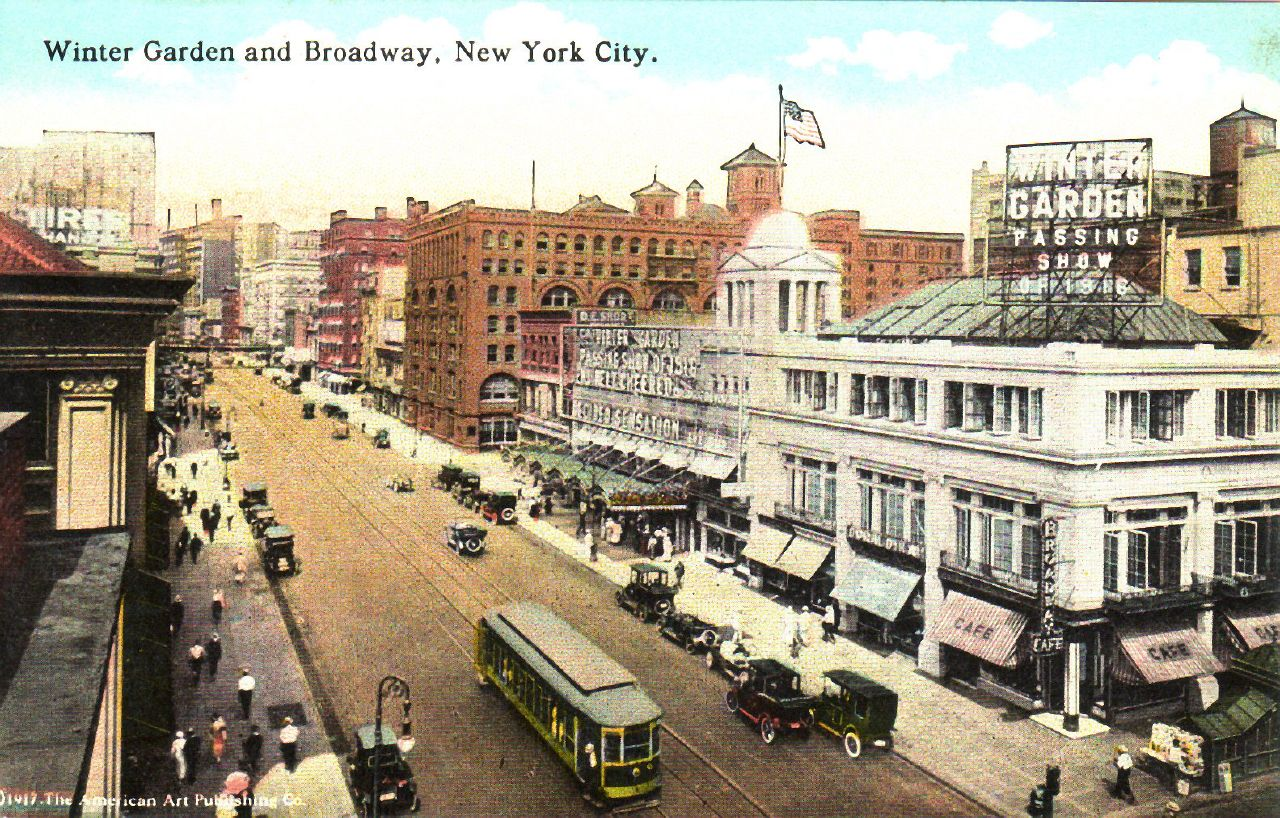
۱۹۱۶
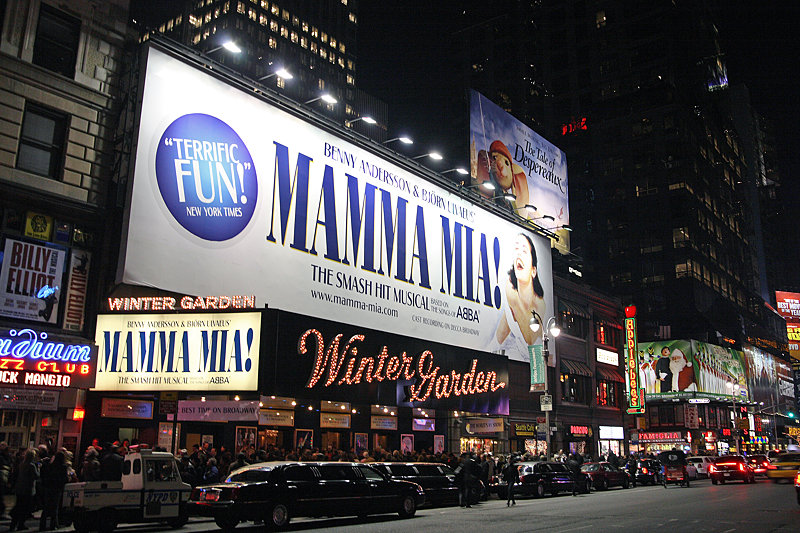
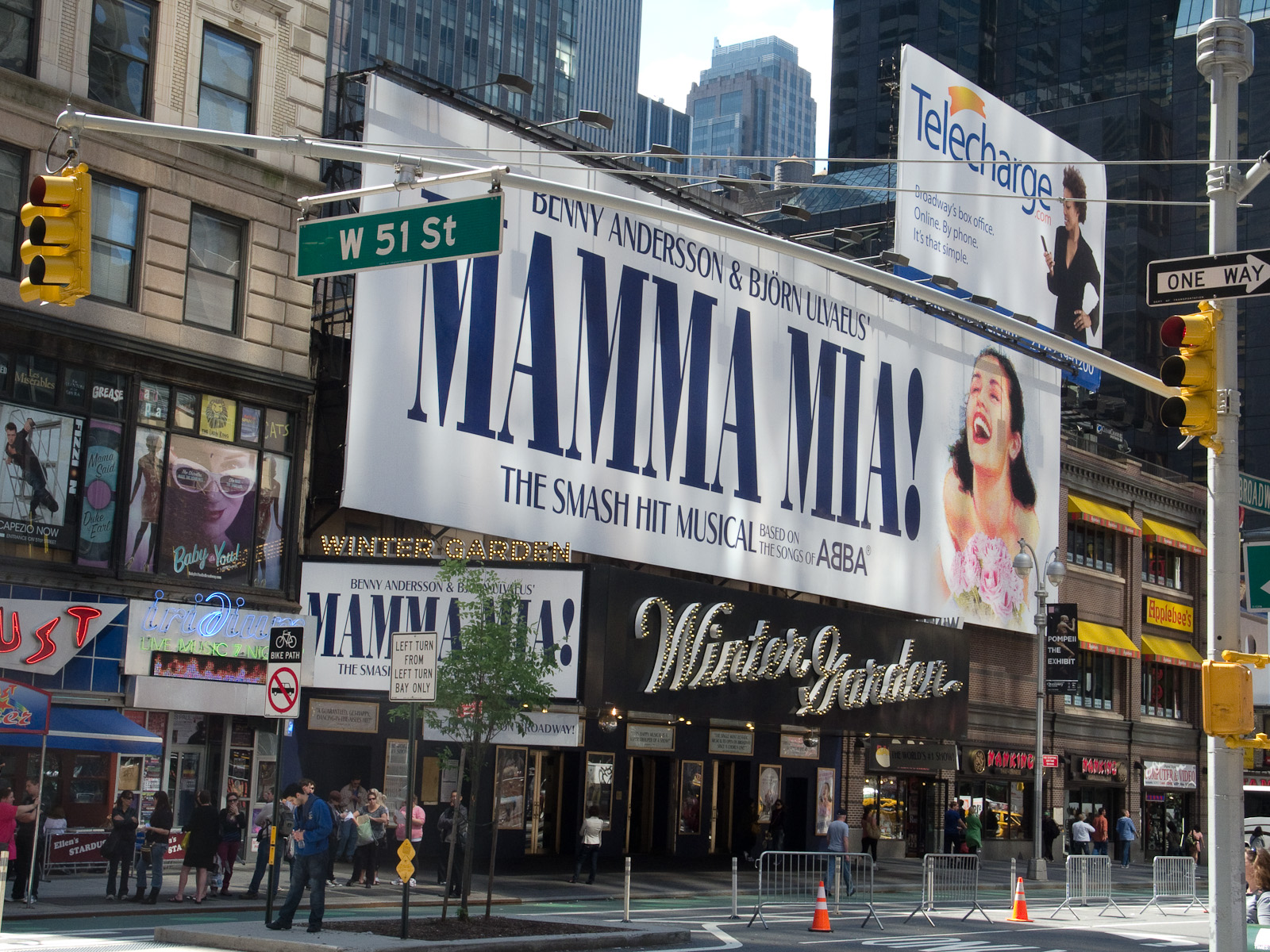